# Nasdaq Vilnius
Nasdaq Vilnius (Вільнюська фондова біржа, лит. Vilniaus vertybinių popierių birža, VVPB; англ. Vilnius Stock Exchange, VSE) — фондова біржа, заснована в 1993 році і діє у Вільнюсі.
Це єдина регульована біржа в Литві. Біржа належить Nasdaq Inc, яка також управляє численними біржами в інших країнах. Nasdaq Vilnius, спільно з Nasdaq Riga і Nasdaq Tallinn, є частиною об'єднаного Балтійського ринку, створеного з метою мінімізації бар'єрів естонської, латвійської та литовської біржових ринків.
Капіталізація ринку акцій на Nasdaq Vilnius становила 6,6 млрд євро і 1 млрд євро становили випуски облігацій (станом на 9 листопада 2006 року).
Директор і голова правління — Армінта Саладжене (Arminta Saladžienė).

## Акціонери
- 93,09 проц. акцій належить Helsinki Stock Exchange Ltd.;
- 2,44 проц. — фізичним особам;
- 2,44 проц. — банкам;
- 1,22 проц. — установам фінансових маклерів;
- 0,81 проц. — юридичним особам.